# バス (メイン州)
バス（英: Bath）は、アメリカ合衆国メイン州の都市。サガダホク郡の郡庁所在地である。人口は8,514人（2010年）。ケネベック川の三角江が造る良港のある通関手続地である。市内には19世紀の建築物があり、多くの観光客を集めている。アメリカ海軍の軍艦を建造してきたバス鉄工所があり、また毎年7月4日の建国記念日週末に催されるヘリテージ・デイズ・フェスティバルが有名である。
バス市はポートランド・サウスポートランド・ビデフォード都市圏に属している。

## 歴史
バスとなった地域は、アベナキ族インディアンがサガダホクと呼んでおり、「大河の河口」を意味した。ケネベック川のことを言っており、1605年にはフランス人探検家のサミュエル・ド・シャンプランがここを探検していた。1607年には下流でポパム植民地が設立され、セントジョージ砦が築かれた。この開拓地は、厳しい気候と指導力不足のために失敗したが、その開拓者は新世界では初めてのイギリス人造船工による海洋航行船舶「バージニア・オブ・サガダホク」を建造した。その船でイングランドまで戻ることができた。バスの町の大半はイングランドのバースからの旅人が入植した。
サガダホクで次の入植は1660年頃であり、ロビンフッドと呼ばれるインディアンの酋長から土地の権利を購入した。1753年にジョージタウンの一部として法人化され、1781年2月17日にはそこから分離して独自の町として法人化された。郵便局長ダマー・スーウェルが、イングランドのサマセットにあるバースにちなんで町名を付けた。1844年、町の一部が分離してウェストバスの町が作られた。1847年6月14日、バスは市として法人化され、1854年には郡庁所在地に指定された。1855年にはウェストバスから一部の領域が併合された。
市内では、製材業、製鉄業、精銅業が、氷と石炭の交易を伴って幾つかの産業が発展した。しかし、1743年にジョナサン・フィルブルックとその息子達が2隻の船を造ったときから造船業で知られている。その時以来、この地域で約5,000隻の船が進水され、一時期は200以上の造船会社があった。19世紀半ばまでに国内第5位の海港となり、世界中の港に行ったクリッパー船を製造した。市内で最後の木造船事業はパーシー & スモール造船所であり、1971年にメイン海洋博物館がその資産を保存するために取得した。しかし、最も有名な造船所は1884年にトマス・W・ハイドによって設立されたバス鉄工所だった。これまで数百隻の木製、鋼製船を建造しており、その大半はアメリカ海軍の軍艦だった。第二次世界大戦では、バス鉄工所から17日に1隻のわりで新造船を進水させた。この造船所は地域の主要雇用主であり、現在はジェネラル・ダイナミクスの一事業部として運営されている。
バス市には連邦様式、ギリシャ復古調、イタリア様式の建築物で知られ、中でも1858年建設の税関やアミ・B・ヤングが設計した郵便局が知られる。
バス市は日本の青森県、車力村（現つがる市）と姉妹都市である。1889年に、バスで建造されていたシップの「チェスボロー」が、台風のために車力村近くで座礁した。この時に車力村の村人が懸命の救助活動を行ったことが縁で、姉妹都市が結ばれた。
1999年の映画『メッセージ・イン・ア・ボトル』、1993年の映画『顔のない天使』はバスで撮影された。

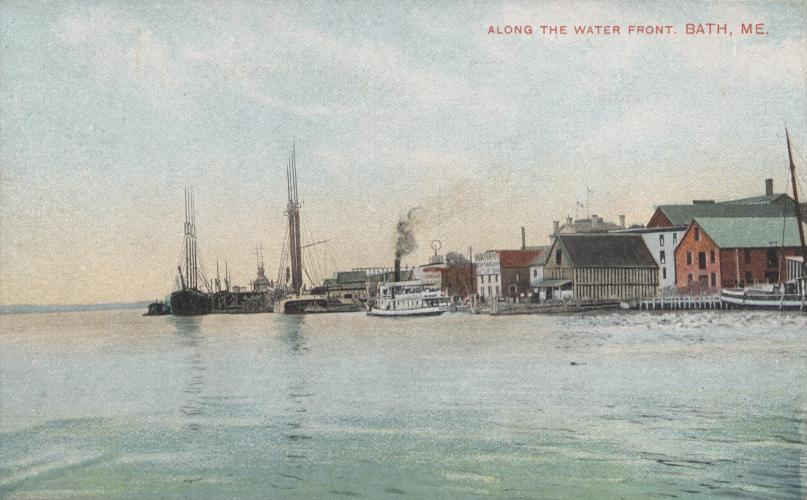
ウォーターフロント、1907年
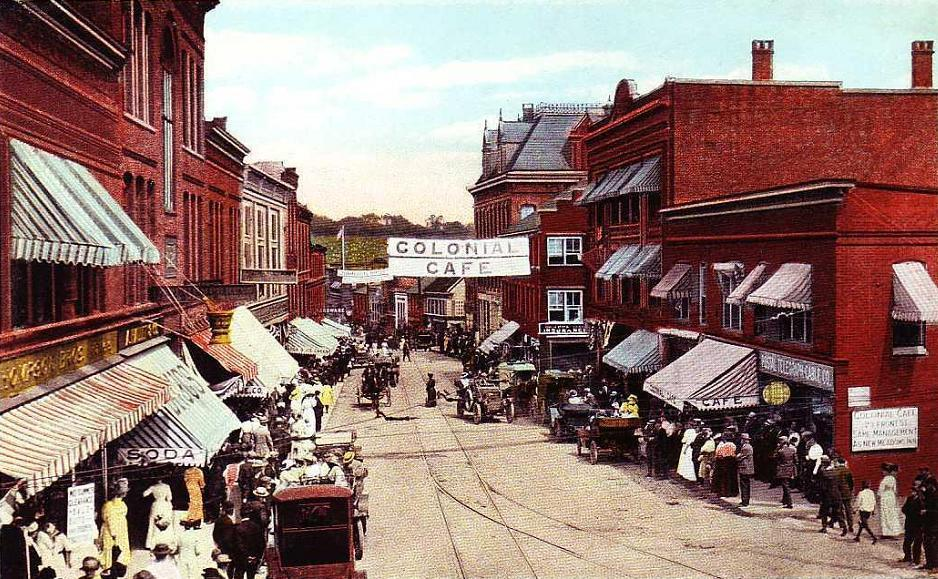
フロント通り、1920年頃
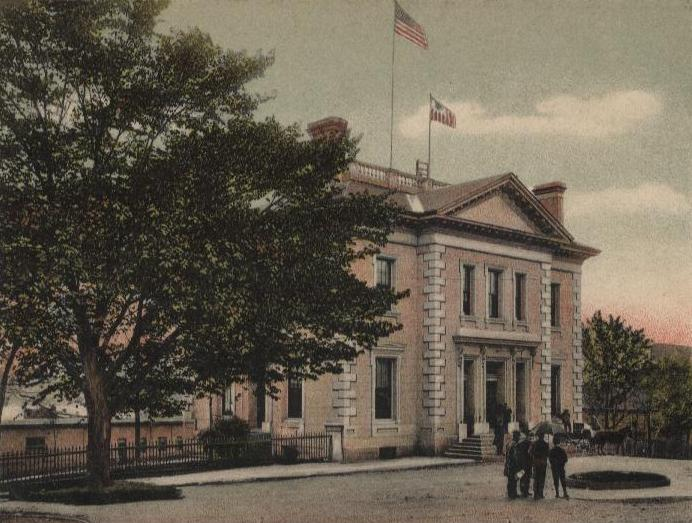
税関、1905年頃

## 地理
バス市は北緯43度54分59秒 西経69度49分21秒 / 北緯43.91639度 西経69.82250度 (43.916293, -69.822565)に位置している。
アメリカ合衆国国勢調査局に拠れば、市域全面積は13.22平方マイル (34.24 km2)であり、このうち陸地9.10平方マイル (23.57 km2)、水域は4.12平方マイル (10.67 km2)で水域率は31.16%である。カスコ湾の奥にあり、ケネベック川が市内を流れている。

## 気候
| バスの気候             | バスの気候   | バスの気候  | バスの気候   | バスの気候   | バスの気候   | バスの気候  | バスの気候  | バスの気候 | バスの気候  | バスの気候   | バスの気候   | バスの気候   | バスの気候    |
| 月                     | 1月          | 2月         | 3月          | 4月          | 5月          | 6月         | 7月         | 8月        | 9月         | 10月         | 11月         | 12月         | 年            |
| ---------------------- | ------------ | ----------- | ------------ | ------------ | ------------ | ----------- | ----------- | ---------- | ----------- | ------------ | ------------ | ------------ | ------------- |
| 最高気温記録 °F （°C） | 61 (16)      | 59 (15)     | 73 (23)      | 84 (29)      | 94 (34)      | 100 (38)    | 98 (37)     | 104 (40)   | 95 (35)     | 85 (29)      | 74 (23)      | 68 (20)      | 104 (40)      |
| 平均最高気温 °F （°C） | 31 (−1)      | 34 (1)      | 43 (6)       | 54 (12)      | 65 (18)      | 74 (23)     | 80 (27)     | 79 (26)    | 70 (21)     | 59 (15)      | 48 (9)       | 37 (3)       | 56.2 (13.3)   |
| 平均最低気温 °F （°C） | 10 (−12)     | 14 (−10)    | 23 (−5)      | 33 (1)       | 43 (6)       | 52 (11)     | 58 (14)     | 57 (14)    | 48 (9)      | 37 (3)       | 29 (−2)      | 17 (−8)      | 35.1 (1.8)    |
| 最低気温記録 °F （°C） | −49 (−45)    | −25 (−32)   | −10 (−23)    | 13 (−11)     | 27 (−3)      | 34 (1)      | 37 (3)      | 37 (3)     | 28 (−2)     | 18 (−8)      | 1 (−17)      | −21 (−29)    | −49 (−45)     |
| 降水量 inch （mm）     | 4.06 (103.1) | 3.57 (90.7) | 4.55 (115.6) | 4.47 (113.5) | 4.11 (104.4) | 3.57 (90.7) | 3.31 (84.1) | 3.15 (80)  | 3.71 (94.2) | 4.19 (106.4) | 4.87 (123.7) | 4.47 (113.5) | 48.03 (1,220) |
| 出典：Weather.com      |              |             |              |              |              |             |             |            |             |              |              |              |               |

## 人口動態

### 2010年国勢調査
以下は2010年国勢調査による人口統計データである。
| 基礎データ - 人口: 8,514 人 - 世帯数: 3,932 世帯 - 家族数: 2,172 家族 - 人口密度: 361.2人/km2（935.6 人/mi2） - 住居数: 4,437 軒 - 住居密度: 188.3軒/km2（487.6 軒/mi2） 人種別人口構成 - 白人: 95.1% - アフリカン・アメリカン: 1.2% - ネイティブ・アメリカン: 0.3% - アジア人: 0.6% - その他の人種: 0.4% - 混血: 2.3% - ヒスパニック・ラテン系: 1.8% | 年齢別人口構成 - 18歳未満: 22.2% - 18-24歳: 8.1% - 25-44歳: 24.7% - 45-64歳: 28.5% - 65歳以上: 16.5% - 年齢の中央値: 41歳 - 性比（女性100人あたり男性の人口） - 総人口: 87.6 世帯と家族（対世帯数） - 18歳未満の子供がいる: 27.5% - 結婚・同居している夫婦: 37.5% - 未婚・離婚・死別女性が世帯主: 13.6% - 非家族世帯: 44.8% - 単身世帯: 36.1% - 65歳以上の老人1人暮らし: 13.9% - 平均構成人数 - 世帯: 2.14人 - 家族: 2.79人 |

### 2000年国勢調査
以下は2000年国勢調査による人口統計データである。
| 基礎データ - 人口: 9,266 人 - 世帯数: 4,042 世帯 - 家族数: 2,344 家族 - 人口密度: 392.7人/km2（1,016.8 人/mi2） - 住居数: 4,383 軒 - 住居密度: 185.8軒/km2（481.0 軒/mi2） 人種別人口構成 - 白人: 94.92% - アフリカン・アメリカン: 1.60% - ネイティブ・アメリカン: 0.58% - アジア人: 0.47% - 太平洋諸島系: 0.13% - その他の人種: 0.68% - 混血: 1.62% - ヒスパニック・ラテン系: 1.76% | 年齢別人口構成 - 18歳未満: 25.0% - 18-24歳: 8.4% - 25-44歳: 29.5% - 45-64歳: 23.0% - 65歳以上: 14.1% - 年齢の中央値: 37歳 - 性比（女性100人あたり男性の人口） - 総人口: 91.4 - 18歳以上: 86.9 世帯と家族（対世帯数） - 18歳未満の子供がいる: 29.7% - 結婚・同居している夫婦: 40.8% - 未婚・離婚・死別女性が世帯主: 13.1% - 非家族世帯: 42.0% - 単身世帯: 34.1% - 65歳以上の老人1人暮らし: 13.0% - 平均構成人数 - 世帯: 2.26人 - 家族: 2.91人 | 収入と家計 - 収入の中央値 - 世帯: 36,372米ドル - 家族: 45,830米ドル - 性別 - 男性: 35,064米ドル - 女性: 22,439米ドル - 人口1人あたり収入: 19,112米ドル - 貧困線以下 - 対人口: 11.8% - 対家族数: 9.3% - 18歳未満: 17.5% - 65歳以上: 9.6% |

2013年登録有権者数
| 無党派         | 2,425 | 36.93% |
| 民主党         | 2,275 | 34.64% |
| 共和党         | 1,614 | 24.85% |
| グリーン独立党 | 252   | 3.83%  |
| 合計           | 6,566 | 100%   |

## 教育
- バス教育部

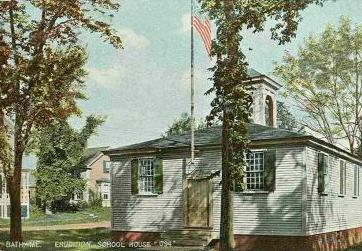
エルディション（博学）校舎、1794年建設、絵は1911年の姿

  - ダイク-ニューウェル小学校、幼稚園から3年生
  - フィッシャー-ミッチェル小学校、3年生から5年生
  - バス中学校 — 6年生から8年生、2006年時点で生徒数430人、マスコットは「デストロイヤーズ」であり、バス鉄工所で建造した駆逐艦を意味している。スクールカラーは青と白
  - モース高校 — スポーツチームはモース高校シップビルダーズ。スポーツはクロスカントリー、フットボール、チアリーディング、水泳、バスケットボール、テニス、屋内/屋外陸上競技がある。その他のクラブ活動では、国際クラブ、アンバサダーズクラブ、ディベートクラブなどがある
- ハイド・スクール、私立寄宿学校
- サザン・メイン・コミュニティカレッジ・バース校[14]
- ユニバーシティ・カレッジ・バス/ブランズウィック校[15]

### 図書館
- パッテン自由図書館

## 見どころ

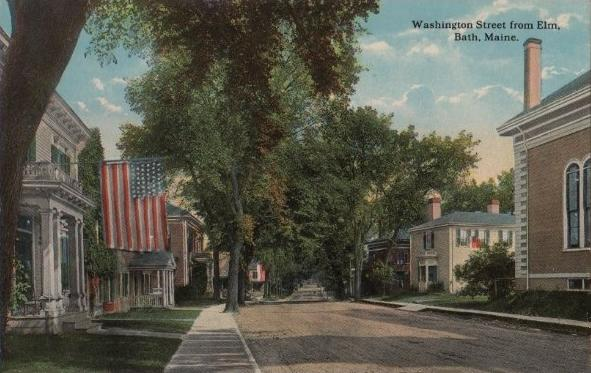
ワシントン通り、1914年

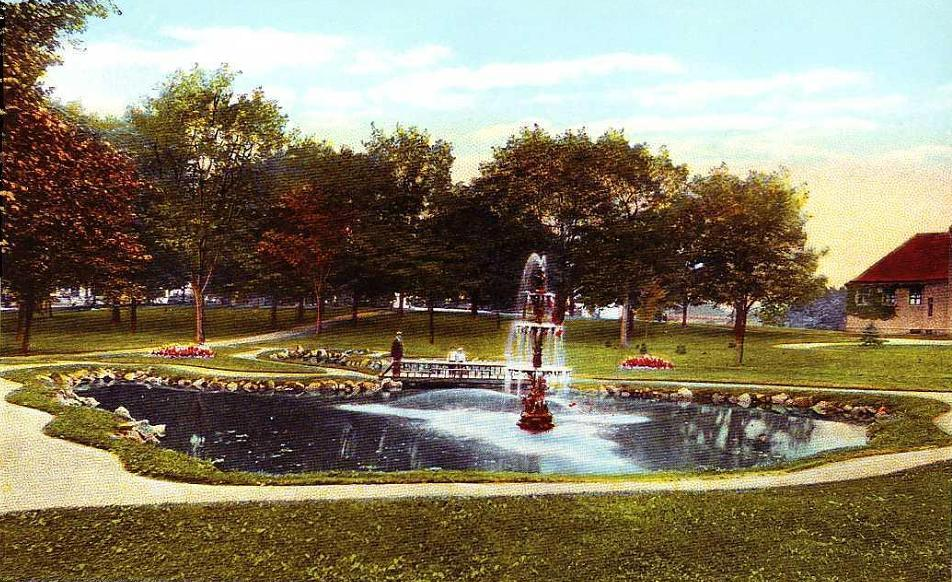
図書館公園、1917年

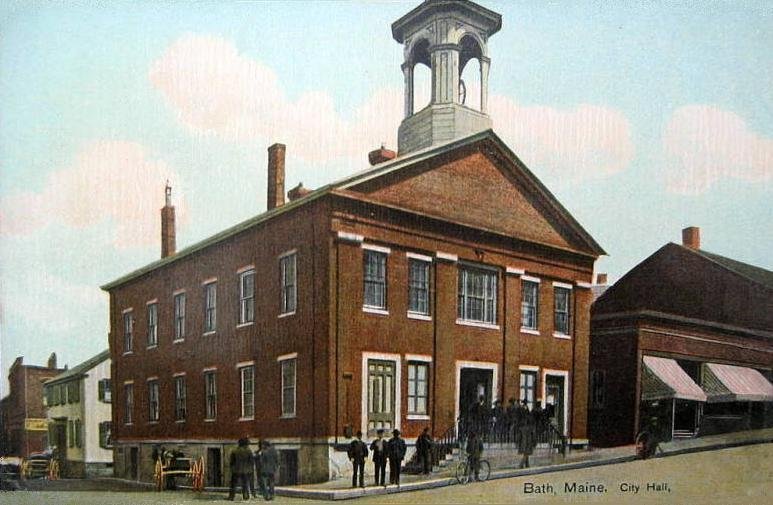
旧市役所、1909年

- メイン・イースタン鉄道[16]
- チョコレート教会アートセンター[17]
- メイン海洋博物館[18]
- バス・スタジオ・シアター[19]
- バス・スケートパーク[20]
- バス市民バンド[21]